# Mézerolles
Mézerolles – miejscowość i gmina we Francji, w regionie Hauts-de-France, w departamencie Somma.
Według danych na rok 1990 gminę zamieszkiwało 160 osób, a gęstość zaludnienia wynosiła 25 osób/km² (wśród 2293 gmin Pikardii Mézerolles plasuje się na 837. miejscu pod względem liczby ludności, natomiast pod względem powierzchni na miejscu 744.).